# Cecilia Carranza Saroli
Pour les articles homonymes, voir Carranza.
Cecilia Carranza Saroli est une skipper argentine née le 29 décembre 1986. Elle a remporté avec Santiago Lange la médaille d'or du Nacra 17 mixte aux Jeux olympiques d'été de 2016 à Rio de Janeiro.
En juin 2021, elle est nommée porte-drapeau de la délégation argentine aux Jeux olympiques d'été de 2020 par le Comité olympique argentin, conjointement avec Santiago Lange.

## Vie privée
Elle est en couple l'actrice Micaela Pierani Méndez.